# Malte Amundsen
Malte Meineche Amundsen (Schwetzingen, 11 febbraio 1998) è un calciatore danese, difensore dei Columbus Crew.

## Caratteristiche tecniche
È un terzino sinistro.

## Carriera

### Club
Cresciuto nel settore giovanile del HB Køge, debutta in prima squadra il 6 marzo 2016 giocando l'incontro di Superligaen vinto 1-0 contro il Vendsyssel.

### Nazionale
Ha giocato nelle nazionali giovanili danesi Under-18, Under-19 ed Under-20.

## Statistiche
Statistiche aggiornate al 14 dicembre 2021.

### Presenze e reti nei club
| Stagione        | Squadra                | Campionato      | Campionato | Campionato | Coppe nazionali | Coppe nazionali | Coppe nazionali | Coppe continentali | Coppe continentali | Coppe continentali | Altre coppe | Altre coppe | Altre coppe | Totale | Totale | Totale |
| Stagione        | Squadra                | Comp            | Pres       | Reti       | Comp            | Pres            | Reti            | Comp               | Pres               | Reti               | Comp        | Pres        | Reti        | Pres   | Reti   |        |
| --------------- | ---------------------- | --------------- | ---------- | ---------- | --------------- | --------------- | --------------- | ------------------ | ------------------ | ------------------ | ----------- | ----------- | ----------- | ------ | ------ | ------ |
| 2015-2016       | HB Køge                | 1D              | 10         | 0          | CD              | 0               | 0               |                    | -                  | -                  |             | -           | -           | 10     | 0      |        |
| 2016-2017       | HB Køge                | 1D              | 31         | 0          | CD              | 1               | 0               |                    | -                  | -                  |             | -           | -           | 32     | 0      |        |
| 2017-gen. 2018  | HB Køge                | 1D              | 19         | 1          | CD              | 1               | 0               |                    | -                  | -                  |             | -           | -           | 20     | 1      |        |
| Totale HB Køge  | Totale HB Køge         | Totale HB Køge  | 60         | 1          |                 | 2               | 0               |                    | -                  | -                  |             | -           | -           | 62     | 1      |        |
| 2018            | Rosenborg              | ES              | 0          | 0          | CN              | 0               | 0               |                    | -                  | -                  | SN          | 1           | 0           | 1      | 0      |        |
| 2018-gen. 2019  | Eintracht Braunschweig | 3L              | 12         | 1          | CG              | 1               | 0               |                    | -                  | -                  |             | -           | -           | 13     | 1      |        |
| gen.-giu. 2019  | Vejle                  | SL              | 10+2       | 0          | CD              | 0               | 0               |                    | -                  | -                  |             | -           | -           | 10+2   | 0      |        |
| 2019-2020       | Vejle                  | 1D              | 29         | 1          | CD              | 0               | 0               |                    | -                  | -                  |             | -           | -           | 29     | 1      |        |
| 2020-2021       | Vejle                  | SL              | 14         | 1          | CD              | 1               | 0               |                    | -                  | -                  |             | -           | -           | 15     | 1      |        |
| Totale Vejle    | Totale Vejle           | Totale Vejle    | 53+2       | 2          |                 | 1               | 0               |                    | -                  | -                  |             | -           | -           | 56     | 2      |        |
| feb. 2021       | New York City          | MLS             | 32+4       | 1          |                 | -               | -               |                    | -                  | -                  |             | -           | -           | 36     | 1      |        |
| Totale carriera | Totale carriera        | Totale carriera | 163        | 5          |                 | 4               | 0               |                    | -                  | -                  |             | 1           | 0           | 168    | 5      |        |

## Palmarès

### Competizioni nazionali
- Supercoppa di Norvegia: 1

Rosenborg: 2018
- 1. Division: 1

Vejle: 2019-2020
- Campionato MLS: 2

New York City: 2021
Columbus Crew: 2023

### Competizioni internazionali
- Leagues Cup: 1

Columbus Crew: 2024